# Komputerowa gra przygodowa

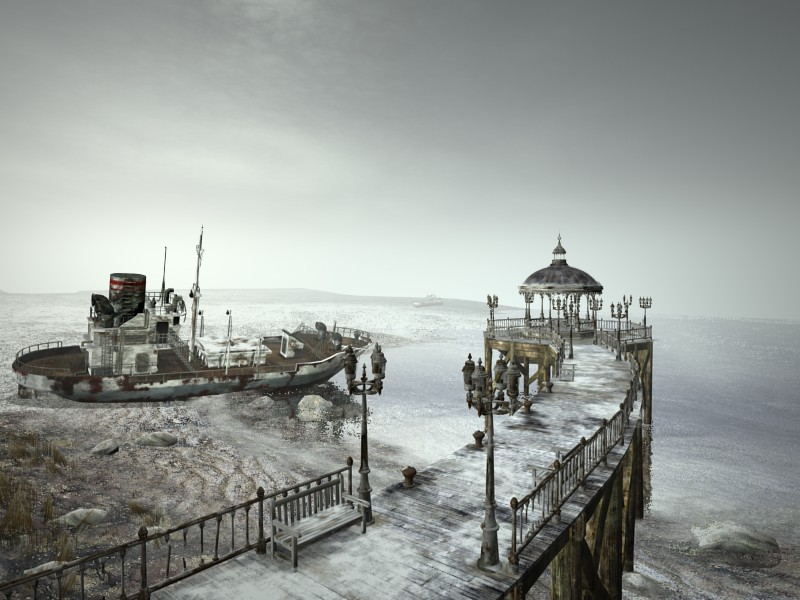
Zrzut ekranu z gry komputerowej typu wskaż i kliknij Syberia (2002)

Komputerowa gra przygodowa – gatunek gier komputerowych, w których gracz odgrywa rolę protagonisty w opowieści, której postęp wyznacza eksploracja świata przedstawionego i rozwiązywanie zagadek. Nacisk położony przez gatunek na fabułę powoduje, że należące do niego gry mogą silnie czerpać z mediów takich, jak literatura i film. Gry przygodowe wykorzystują konwencję różnorodnych gatunków literackich, są również przeważnie zaprojektowane na potrzeby jednego gracza ze względu na trudność w przeniesieniu postaci i fabuły na mechanikę gier wieloosobowych.
Na Zachodzie gry przygodowe cieszyły się największą popularnością od późnych lat 80. do połowy lat 90. XX wieku, kiedy uznawane były za jeden z najbardziej rozwiniętych technicznie gatunków, lecz w okresie późniejszym stały się gatunkiem niszowym. Z kolei we wschodniej Azji gry przygodowe zachowały swoją popularność w formie powieści wizualnych, stanowiących w 2006 roku około 70% gier wydanych na komputery osobiste na terenie Japonii.

## Definicja
| Składniki gry przygodowej                       | Przypisy                                          |
| ----------------------------------------------- | ------------------------------------------------- |
| Rozwiązywanie zagadek i problemów               | [ 1 ] [ 5 ] [ 6 ] [ 7 ] [ 8 ] [ 9 ] [ 10 ] [ 11 ] |
| Narracja                                        | [ 1 ] [ 5 ] [ 6 ] [ 7 ] [ 9 ] [ 11 ]              |
| Eksploracja                                     | [ 1 ] [ 5 ] [ 7 ]                                 |
| Gracz przejmuje kontrolę nad postacią/bohaterem | [ 1 ] [ 5 ] [ 8 ]                                 |
| Zbieranie i manipulowanie obiektami             | [ 1 ] [ 5 ] [ 6 ]                                 |

Termin „gra przygodowa” jest tłumaczeniem pojęcia adventure game. Wywodzi się ono od komputerowej gry tekstowej Adventure, która stała się pierwowzorem pod względem stylu rozgrywki, naśladowanym powszechnie i inicjującym osobny gatunek. Gatunek gier przygodowych jest zatem zdefiniowany przez jego mechanikę, nie zaś przez gatunek literacki, do którego istnienia wymagany jest wspólny temat.
Do niezbędnych składników gier przygodowych należą opowiadanie historii, eksploracja oraz rozwiązywanie zagadek. Gry z gatunku są określane mianem gier logicznych o podbudowie narracyjnej. W ich ramach gracz stopniowo, w miarę postępów poznaje fabułę. Choć łamigłówki napotykane przez graczy w ramach fabuły mogą być przypadkowe, za przykład dobrze zaplanowanej zagadki służy ta, która nie odrywa gracza od opowiadanej historii.

### Związki z innymi gatunkami
W grach przygodowych walka i elementy akcji są zredukowane lub nawet nieobecne, co odróżnia je od gier akcji. W książce Andrew Rollings and Ernest Adams on Game Design autorzy zaznaczają, że taki stan rzeczy nie oznacza braku konfliktów w grach przygodowych, a jedynie fakt, że walka nie jest najważniejszą w niej czynnością. Część gier przygodowych zawiera minigry należące do innych gatunków gier komputerowych. Istnieją co prawda produkcje, w których akcja i elementy przygodowe współistnieją w ramach doznania z nich płynącego. Te gry, określane mianem przygodowych gier akcji, zawierają więcej wyzwań zręcznościowych aniżeli czyste gatunkowo gry przygodowe, jak również mają szybsze tempo. Ta definicja jest jednak trudna do przyjęcia ze względu na nieścisłość w określeniu, które produkcje można zaliczyć do gier akcji, a które zawierają odpowiednio dużo wyzwań logicznych, aby można było je zaliczyć do przygodowych gier akcji.
Gry przygodowe różnią się także od komputerowych gier fabularnych, które wykorzystują takie elementy rozgrywki, jak akcja, tworzenie drużyny i zdobywanie punktów doświadczenia. Gry przygodowe nie mają tylu zasad rozgrywki i podobieństw do gier fabularnych, a wątek ekonomiczny jest w nich słabo rozwinięty. Brakuje w nich systemu umiejętności, walki oraz przeciwnika, który musiałby być pokonany przy użyciu odpowiedniej strategii i taktyki. Istnieją jednak gry hybrydowe zwane fabularnymi grami przygodowymi (ang. RPG-adventures), w których rozwinięta narracja i zagadki koegzystują z wyżej wymienionymi składnikami. Wreszcie gry przygodowe są oddzielane od gier logicznych. Choć w tych pierwszych często występuje rozwiązywanie zagadek, jest ono zwykle sprzężone z opowieścią fabularną z udziałem postaci gracza.

## Mechanika

### Rozwiązywanie zagadek

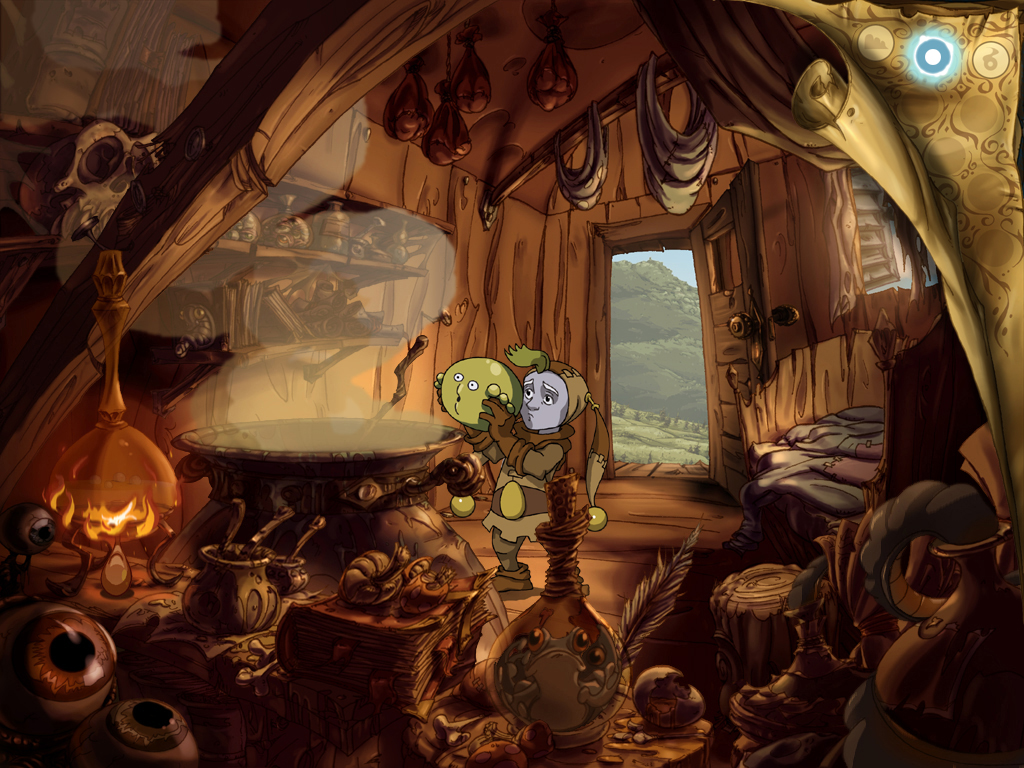
The Whispered World, 2009

Gry przygodowe zawierają zróżnicowane łamigłówki polegające na przykład na rozszyfrowywaniu wiadomości, znajdowaniu i używaniu przedmiotów, otwieraniu zaryglowanych drzwi tudzież odkrywaniu nowych lokacji. Rozwiązanie zagadki prowadzi do odblokowania nowych obszarów świata gry i ujawnienia kolejnych części fabuły. Powszechne są zagadki logiczne z udziałem przyrządów mechanicznych o interfejsach wykorzystujących liczby tudzież litery; tego typu łamigłówki stanowią test zdolności rozumowania dedukcyjnego u gracza.
Część zagadek spotykała krytyka za mętność sposobów na ich rozwiązanie. Za przykład może służyć konieczność połączenia sznura do bielizny, uchwytu zaciskowego i sflaczałej gumowej kaczki w celu pozyskania przedmiotu w Najdłuższej podróży, co nie ma zbytniego związku z narracją i służy wyłącznie jako przeszkoda dla gracza. Inne zagadki logiczne były krytykowane za to, że wymagały od graczy zgadywania na oślep poprzez kliknięcie odpowiedniego piksela lub zgadywanie właściwego słowa (w przypadku gier tekstowych). Coraz mniej popularne stają się także gry wymagające od gracza poruszania się po komnatach, aczkolwiek najstarsze gry tekstowe skłaniały graczy do rysowania mapy w celu nabrania orientacji w świecie gry.

### Zdobywanie i używanie przedmiotów
Wiele gier przygodowych wykorzystuje ekran umożliwiający zarządzanie zebranymi przedmiotami. Gracze mogą zabrać ze sobą tylko niektóre obiekty należące do świata gry, dzięki czemu wiedzą, że te przedmioty mają znaczenie. Ponieważ grający trwają w niepewności, czy nie pominęli jakiegoś ważnego przedmiotu, przeszukują każdą scenę w poszukiwaniu obiektów. Gry stosujące interfejs typu „wskaż i kliknij” niekiedy zmuszają graczy do systematycznych poszukiwań, które są określane mianem „polowania na piksele” (ang. pixel hunt). Ten stan rzeczy jest unikany w niektórych produkcjach, które umożliwiają podświetlenie obiektu bądź automatyczne przesunięcie nań kursora.
Wiele zagadek w grach przygodowych opiera się na zdobywaniu i używaniu przedmiotów znajdujących się w ekwipunku. Gracze muszą opanować technikę myślenia lateralnego, wykorzystując w pomysłowy sposób wiedzę o obiektach ze świata zewnętrznego. Przykładowo umocowanie sflaczałej dętki na kaktusie może spowodować stworzenie procy, do czego przyczynia się wiedza gracza, iż dętka jest rozciągliwa. Konieczne może być noszenie przedmiotów w ekwipunku przez dłuższy czas, zanim okażą się one użyteczne. Zjawiskiem typowym dla gier przygodowych jest więc testowanie pamięci gracza; uda mu się pokonać przeszkodę tylko wtedy, gdy przypomni sobie fragmenty informacji z wcześniejszego etapu gry. Rzadko wymusza się na graczu działanie pod wpływem presji czasu, co umożliwia skupienie się bardziej na jego umiejętności rozumowania niż na zdolności szybkiego myślenia.

### Fabuła, sceneria, motywy
Gry przygodowe są przeznaczone do rozgrywki jednoosobowej i przeważnie opierają się na fabule. W większym stopniu niż inne gatunki są zależne od opowiadanej historii i świata przedstawionego, co ma się przyczynić do stworzenia zapadającego w pamięć doznania. Akcja tych gier toczy się zwykle w środowisku immersywnym, przeważnie w świecie fantasy. Samo miejsce akcji różni się w zależności od rozdziału, co ma nadać doznaniu charakter powieściowy oraz czynnik wzbudzający zainteresowanie. Powszechnie stosowana jest konwencja komediowa, a gry ją wykorzystujące często uruchamiają komiczne odpowiedzi w przypadku, gdy gracz spróbuje wykonać akcję lub kombinację „śmieszną bądź niemożliwą”.
Ponieważ gry przygodowe napędza opowiadanie historii, projekt postaci zwykle odpowiada literackim konwencjom dojrzewania osobowego bądź emocjonalnego. Dużo rzadziej postać otrzymuje dodatkowe moce bądź zdolności wpływające na rozgrywkę. Gracz często zostaje wplątany w misję bądź wymaga się od niego rozwikłania zagadki, o której wiadomo niewiele. Tego typu tajemnicze historie umożliwiają projektantom obejść tak zwany „problem amnezji” (pojęcie Ernesta W. Adamsa), wedle którego gracz, kontrolując protagonistę, rozpoczyna grę bez wiedzy bądź doświadczenia tegoż. Wydarzenia fabularne zazwyczaj zostają uruchomione, gdy gracz przebrnie przez kolejne zadania logiczne, lecz również sam ruch postaci może ujawnić nowe elementy fabuły. Celem tego jest uczynienie opowiadania mniej sztucznym.

### Dialogi i drzewka konwersacji

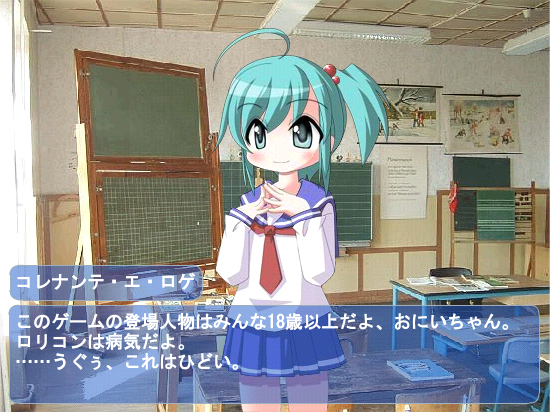
Dialogi pełnią ważną rolę w powieściach wizualnych

Gry przygodowe zawierają rozbudowaną fabułę, w której ważną rolę odgrywa dialog. Niekiedy efektywnie wykorzystują nagrane konwersacje lub narrację z udziałem aktorów głosowych. Ten gatunek gier znany jest z przedstawiania dialogów w postaci drzewek konwersacji. Gracze mogą przyciągnąć uwagę bohatera niezależnego, wybierając gotową linię dialogową z menu, co uruchamia odpowiedź postaci z gry. Te konwersacje często są zaprojektowane na wzór struktury drzewiastej, wedle której gracze mają możliwość decyzji, którą gałęzią dialogową podążać. Zawsze istnieje skończona liczba takich gałęzi, a część gier przygodowych sprowadza się do wyboru kolejnych opcji dialogowych. Prowadzenie rozmów z postaciami może prowadzić do odkrycia wskazówek co do rozwiązywania zagadek. Jako przykład służą wskazówki dotyczące tego, czego wymaga dany bohater od gracza, zanim zacznie z nim współpracować. Inne dialogi mają daleko sięgające konsekwencje, na przykład w postaci zdradzenia tajemnicy graczowi.

### Cele, sukces i porażka
Głównym celem gracza w grach przygodowych jest ukończenie przypisanej mu misji. Starsze produkcje reprezentatywne dla tego gatunku zawierały nierzadko tabelę z rekordami, część zaś – na przykład Zork – przypisywały graczowi również rangę w postaci opisu tekstowego zależnego od osiągniętego wyniku. Bicie rekordów służy jako drugorzędny cel gracza i wskaźnik postępu w rozgrywce.
Głównym warunkiem porażki w grach przygodowych, zapożyczonym z produkcji opartych na akcji, jest śmierć gracza. W przypadku braku wyraźnie zdefiniowanych przeciwników z innych gatunków możliwość śmierci w części gier przygodowych budzi kontrowersje. Wskutek tego wielu współczesnych deweloperów unika jej implementacji, ograniczając się do przestrzegania gracza przed czynami ją zapowiadającymi. Część starszych gier przygodowych wrzucało gry przygodowe w sytuacje bez wyjścia, nie kończąc przy tym gry. Gra tekstowa The Hitchhiker's Guide to the Galaxy studia Infocom była krytykowana za scenariusz, w którym jedynie wzięcie stosu niechcianej poczty umożliwiało posunięcie historii do przodu.

## Odmiany gatunkowe

### Tekstowa gra przygodowa
Gry tekstowe (ang. text adventures) stanowią najstarszą odmianę gatunkową gier przygodowych. Ich obsługa polega na czytaniu tekstu wyświetlanego na ekranie oraz wpisywaniu komend umożliwiających poruszanie się gracza bądź wykonywanie przezeń akcji. Popularnym, aczkolwiek błędnie używanym określeniem gier tekstowych jest „interaktywna fikcja”. Ten termin stosowany jest dla naśladujących powieść programów, w których gracze nie mają żadnego realnego wpływu na świat przedstawiony, będąc zmuszonymi do podążania ścieżką z góry wytyczoną przez programistów.

### Graficzna gra przygodowa
Od gier tekstowych odróżniają się graficzne gry przygodowe (ang. graphic adventures), których akcja jest przedstawiona nie w formie opisu, lecz w postaci ilustracji graficznej. Pierwsze graficzne gry przygodowe, na przykład Mystery House, wymagały wpisywania komend tekstowych do wykonywania akcji. Były tym samym formą hybrydową, określaną mianem text-and-graphics adventures. Późniejsze gry reprezentatywne dla tej odmiany gatunkowej wprowadziły interfejs „wskaż i kliknij” (ang. point-and-click), którego cechą jest możliwość poruszania postacią tudzież interakcji z obiektami na ekranie przy użyciu myszy komputerowej.
W graficznych grach przygodowych występują najczęściej trzy sposoby przedstawienia akcji. W przypadku pierwszego z nich gracz obserwuje lokacje w statycznym, dwuwymiarowym widoku bocznym; jest to klasyczny widok spotykany w starszych grach należących do gatunku. Drugi, bardziej zaawansowany, umożliwia graczowi obserwowanie świata wyłącznie z perspektywy pierwszej osoby, przy czym przemieszczanie się postaci odbywa się skokowo, w ramach statycznych ujęć. Często zaobserwować można również gry, w których lokacje oraz postać gracza widoczne są z perspektywy trzeciej osoby. Takie rozwiązanie umożliwia twórcom wykorzystanie urozmaiconych ustawień kamery.

### Powieść wizualna
W Japonii popularnością cieszą się tak zwane powieści wizualne (ang. visual novels, jap. bijuaro noberu) przeznaczone do użytku na komputerach osobistych. Powieści wizualne często powstają na motywach seriali anime, a ich narracja jest kształtowana poprzez konwersacje w formie tekstowej. Cechują się również charakterystycznym stylem graficznym, opartym na statycznych planszach ilustrujących miejsce akcji. Od tradycyjnych gier przygodowych powieści wizualne odróżnia wielość zakończeń; ostateczne zwieńczenie fabuły zależy od decyzji oraz konwersacji wybranych przez bohatera.